# Liga Mundial de waterpolo femenino 2005
La Liga Mundial de waterpolo femenino 2005 fue la segunda edición del evento anual, organizado por el organismo rector mundial de deportes acuáticos, la Federación Internacional de Natación. Se llevaron a cabo dos torneos de clasificación, antes de que despegaran las Súper Finales en Kírishi, Rusia, del 18 al 21 de agosto de 2005.

## Fase preliminar

### Grupo A
|    | Equipo         | Pts. | PJ | G | E | P | GF | GC  | Dif. |
| -- | -------------- | ---- | -- | - | - | - | -- | --- | ---- |
| 1. | Estados Unidos | 25   | 10 | 8 | 0 | 2 | 84 | 45  | +39  |
| 2. | Canadá         | 24   | 10 | 8 | 0 | 2 | 83 | 63  | +20  |
| 3. | Australia      | 22   | 10 | 6 | 0 | 4 | 83 | 49  | +34  |
| 4. | Grecia         | 22   | 10 | 6 | 0 | 4 | 77 | 61  | +16  |
| 5. | Brasil         | 12   | 10 | 1 | 0 | 9 | 34 | 86  | -52  |
| 6. | Alemania       | 12   | 10 | 1 | 0 | 9 | 51 | 108 | -57  |

| 30 de junio de 2005 | Canadá | 10-4 | Brasil | Complejo Acuático Familiar Coggan, La Jolla, California |  |

| 30 de junio de 2005 | Grecia | 5-8 | Australia | Complejo Acuático Familiar Coggan, La Jolla, California |  |

| 30 de junio de 2005 | Estados Unidos | 11-5 | Alemania | Complejo Acuático Familiar Coggan, La Jolla, California |  |

| 1 de julio de 2005 | Alemania | 6-10 | Brasil | Complejo Acuático Familiar Coggan, La Jolla, California |  |

| 1 de julio de 2005 | Grecia | 6-7 | Canadá | Complejo Acuático Familiar Coggan, La Jolla, California |  |

| 1 de julio de 2005 | Estados Unidos | 7-5 | Australia | Complejo Acuático Familiar Coggan, La Jolla, California |  |

| 2 de julio de 2005 | Grecia | 10-6 | Alemania | Complejo Acuático Familiar Coggan, La Jolla, California |  |

| 2 de julio de 2005 | Canadá | 7-4 | Australia | Complejo Acuático Familiar Coggan, La Jolla, California |  |

| 2 de julio de 2005 | Estados Unidos | 10-0 | Brasil | Complejo Acuático Familiar Coggan, La Jolla, California |  |

| 2 de julio de 2005 | Alemania | 10-14 | Australia | Complejo Acuático Familiar Coggan, La Jolla, California |  |

| 2 de julio de 2005 | Brasil | 2-7 | Grecia | Complejo Acuático Familiar Coggan, La Jolla, California |  |

| 2 de julio de 2005 | Estados Unidos | 10-8 | Canadá | Complejo Acuático Familiar Coggan, La Jolla, California |  |

| 3 de julio de 2005 | Canadá | ??-?? | Alemania | Complejo Acuático Familiar Coggan, La Jolla, California |  |

| 3 de julio de 2005 | Australia | ??-?? | Brasil | Complejo Acuático Familiar Coggan, La Jolla, California |  |

| 3 de julio de 2005 | Estados Unidos | ??-?? | Grecia | Complejo Acuático Familiar Coggan, La Jolla, California |  |

| 6 de julio de 2005 | Canadá | 6-4 | Grecia | Centro Acuático del Parque Eisenhower, Long Island, Nueva York |  |

| 6 de julio de 2005 | Australia | 9-3 | Brasil | Centro Acuático del Parque Eisenhower, Long Island, Nueva York |  |

| 6 de julio de 2005 | Estados Unidos | 15-1 | Alemania | Centro Acuático del Parque Eisenhower, Long Island, Nueva York |  |

| 7 de julio de 2005 | Grecia | 9-7 | Australia | Centro Acuático del Parque Eisenhower, Long Island, Nueva York |  |

| 7 de julio de 2005 | Alemania | 9-5 | Brasil | Centro Acuático del Parque Eisenhower, Long Island, Nueva York |  |

| 7 de julio de 2005 | Estados Unidos | 7-5 | Canadá | Centro Acuático del Parque Eisenhower, Long Island, Nueva York |  |

| 8 de julio de 2005 | Grecia | 9-5 | Brasil | Centro Acuático del Parque Eisenhower, Long Island, Nueva York |  |

| 8 de julio de 2005 | Canadá | 8-3 | Alemania | Centro Acuático del Parque Eisenhower, Long Island, Nueva York |  |

| 8 de julio de 2005 | Australia | 7-3 | Estados Unidos | Centro Acuático del Parque Eisenhower, Long Island, Nueva York |  |

| 9 de julio de 2005 | Australia | 15-5 | Alemania | Centro Acuático del Parque Eisenhower, Long Island, Nueva York |  |

| 9 de julio de 2005 | Canadá | 9-4 | Brasil | Centro Acuático del Parque Eisenhower, Long Island, Nueva York |  |

| 9 de julio de 2005 | Estados Unidos | 7-6 | Grecia | Centro Acuático del Parque Eisenhower, Long Island, Nueva York |  |

| 10 de julio de 2005 | Grecia | 9-3 | Alemania | Centro Acuático del Parque Eisenhower, Long Island, Nueva York |  |

| 10 de julio de 2005 | Canadá | 7-6 | Australia | Centro Acuático del Parque Eisenhower, Long Island, Nueva York |  |

| 10 de julio de 2005 | Estados Unidos | 9-1 | Brasil | Centro Acuático del Parque Eisenhower, Long Island, Nueva York |  |

### Grupo B
|    | Equipo       | Pts. | PJ | G | E | P  | GF  | GC  | Dif. |
| -- | ------------ | ---- | -- | - | - | -- | --- | --- | ---- |
| 1. | Hungría      | 28   | 10 | 9 | 0 | 1  | 111 | 64  | +47  |
| 2. | Rusia        | 24   | 10 | 8 | 0 | 2  | 99  | 75  | +24  |
| 3. | Italia       | 22   | 10 | 6 | 0 | 4  | 105 | 75  | +30  |
| 4. | Países Bajos | 17   | 10 | 4 | 0 | 6  | 75  | 77  | -2   |
| 5. | España       | 15   | 10 | 3 | 0 | 7  | 82  | 83  | -1   |
| 6. | Francia      | 10   | 10 | 0 | 0 | 10 | 44  | 142 | -98  |

## Super Final
Celebrada del 18 al 21 de agosto de 2005 en Kírishi, Rusia
| 18 de agosto de 2005 | Canadá | 9-2 | Italia | Kírishi, Rusia |  |

| 18 de agosto de 2005 | Hungría | 4-6 | Grecia | Kírishi, Rusia |  |

| 18 de agosto de 2005 | Estados Unidos | 13-3 | Países Bajos | Kírishi, Rusia |  |

| 18 de agosto de 2005 | Rusia | 14-13 | Australia | Kírishi, Rusia |  |

| 19 de agosto de 2005 | Canadá | 9-10 | Grecia | Kírishi, Rusia |  |

| 19 de agosto de 2005 | Hungría | 16-6 | Italia | Kírishi, Rusia |  |

| 19 de agosto de 2005 | Estados Unidos | 10-11 | Australia | Kírishi, Rusia |  |

| 19 de agosto de 2005 | Rusia | 16-8 | Países Bajos | Kírishi, Rusia |  |

| 20 de agosto de 2005 | Australia | 12-6 | Países Bajos | Kírishi, Rusia |  |

| 20 de agosto de 2005 | Italia | 6-15 | Grecia | Kírishi, Rusia |  |

| 20 de agosto de 2005 | Canadá | 4-11 | Hungría | Kírishi, Rusia |  |

| 18 de agosto de 2005 | Rusia | 15-14 | Estados Unidos | Kírishi, Rusia |  |

### Por el 7°
| 21 de agosto de 2005 | Países Bajos | 11-6 | Italia | Kírishi, Rusia |  |

### Por el 5°
| 21 de agosto de 2005 | Estados Unidos | 6-3 | Canadá | Kírishi, Rusia |  |

### Por la medalla de bronce
| 21 de agosto de 2005 | Australia | 6-4 | Hungría | Kírishi, Rusia |  |

### Por la medalla de oro
| 21 de agosto de 2005 | Rusia | 10-13 | Grecia | Kírishi, Rusia |  |

## Estadísticas

### Clasificación final
| Grecia            |
| Rusia             |
| Australia         |
| 4. Hungría        |
| 5. Estados Unidos |
| 6. Canadá         |
| 7. Países Bajos   |
| 8. Italia         |

### Goleadoras
| Pos. | Nombre              | Goles |
| ---- | ------------------- | ----- |
| 1.   | Antigoni Roumpesi   | 31    |
| 1.   | Elena Smurova       | 31    |
| 3.   | Rita Dravucz        | 28    |
| 3.   | Kate Gynther        | 28    |
| 5.   | Aniko Pelle         | 27    |
| 6.   | Manuela Zanchi      | 23    |
| 6.   | Dora Kisteleki      | 23    |
| 8.   | Blanca Gil          | 21    |
| 8.   | Sofia Konukh        | 21    |
| 8.   | Rianne Guichelaar   | 21    |
| 11.  | Tania Di Mario      | 20    |
| 11.  | Natalie Golda       | 20    |
| 11.  | Mariya Yaina        | 20    |
| 14.  | Mieke van der Sloot | 19    |
| 14.  | Eftychia Karagianni | 19    |

### Jugadora más Valiosa
- Sofia Konukh

### Mejor Portera
- Rachel Riddell